# Wereldbeker schaatsen 2017/2018 - Wereldbeker 2
De wereldbeker schaatsen 2017/2018 wereldbeker 2 was de tweede wedstrijd van het wereldbekerseizoen en vond plaats op 17 tot en met 19 november 2017 op de ijsbaan Sørmarka Arena in Stavanger, Noorwegen. 

## Tijdschema
| Datum                | Tijd (MET) | Onderdeel                                                           |
| -------------------- | ---------- | ------------------------------------------------------------------- |
| Vrijdag 17 november  | 15:20      | 1e 500 m vrouwen 1e 500 m mannen 1000 m vrouwen 1000 m mannen       |
| Zaterdag 18 november | 13:30      | 2e 500 m vrouwen 2e 500 m mannen 1500 m vrouwen 1500 m mannen       |
| Zondag 19 november   | 13:45      | 5000 m vrouwen 10.000 m mannen teamsprint vrouwen teamsprint mannen |

## Podia

### Mannen
| Wedstrijd  | Goud                                                         | Tijd        | Zilver                                                                     | Tijd     | Brons                                                          | Tijd     |
| 1e 500 m   | Håvard Holmefjord Lorentzen Noorwegen                        | 34,64       | Hein Otterspeer Nederland                                                  | 34,66    | Artur Waś Polen                                                | 34,74    |
| 2e 500 m   | Ronald Mulder Nederland                                      | 34,62       | Daichi Yamanaka Japan                                                      | 34,65    | Hein Otterspeer Nederland                                      | 34,76    |
| 1000 m     | Håvard Holmefjord Lorentzen Noorwegen                        | 1.08,22     | Kai Verbij Nederland                                                       | 1.08,47  | Thomas Krol Nederland                                          | 1.08,57  |
| 1500 m     | Sverre Lunde Pedersen Noorwegen                              | 1.45,07     | Joey Mantia Verenigde Staten                                               | 1.45,28  | Sindre Henriksen Noorwegen                                     | 1.45,37  |
| 10.000 m   | Sven Kramer Nederland                                        | 12.50,97 BR | Ted-Jan Bloemen Canada                                                     | 12.52,64 | Erik Jan Kooiman Nederland                                     | 12.57,13 |
| Teamsprint | Canada Alex Boisvert-Lacroix Vincent De Haître Gilmore Junio | 1.19,52     | Noorwegen Håvard Holmefjord Lorentzen Bjørn Magnussen Henrik Fagerli Rukke | 1.19,84  | Verenigde Staten Jonathan Garcia Joey Mantia Mitchell Whitmore | 1.20,58  |

### Vrouwen
| Wedstrijd  | Goud                                               | Tijd       | Zilver                                           | Tijd    | Brons                                         | Tijd    |
| 1e 500 m   | Nao Kodaira Japan                                  | 37,08 BR   | Marsha Hudey Canada                              | 37,87   | Vanessa Herzog Oostenrijk                     | 37,96   |
| 2e 500 m   | Nao Kodaira Japan                                  | 37,07 BR   | Angelina Golikova Rusland                        | 37,85   | Lee Sang-hwa Zuid-Korea                       | 37,95   |
| 1000 m     | Nao Kodaira Japan                                  | 1.14,33 BR | Miho Takagi Japan                                | 1.14,79 | Heather Bergsma Verenigde Staten              | 1.15,04 |
| 1500 m     | Miho Takagi Japan                                  | 1.55,30    | Heather Bergsma Verenigde Staten                 | 1.56,48 | Lotte van Beek Nederland                      | 1.57,51 |
| 5000 m     | Claudia Pechstein Duitsland                        | 6.56,60 BR | Ivanie Blondin Canada                            | 6.57,34 | Martina Sáblíková Tsjechië                    | 6.59,95 |
| Teamsprint | Zuid-Korea Kim Hyun-yung Kim Min-sun Park Seung-hi | 1.28,09    | Noorwegen Hege Bøkko Anne Gulbrandsen Ida Njåtun | 1.28,48 | Canada Kali Christ Marsha Hudey Kaylin Irvine | 1.28,85 |